# Muayad Al-Haddad
Muayad Al-Haddad (Kuwait, 3 de marzo de 1960) es un exfutbolista de Kuwait que jugaba en la posición de delantero centro.

## Carrera

### Club
| Periodo   | Club       |
| --------- | ---------- |
| 1977–1985 | Khaitan SC |
| 1985–1994 | Qadsia SC  |

### Selección nacional
Jugó para Kuwait en 34 ocasiones de 1980 a 1993 y anotó seis goles; participó en la Copa Mundial de Fútbol de 1982, los Juegos Olímpicos de Moscú 1980, en la Copa Asiática 1984 y en dos ediciones de los Juegos Asiáticos.

## Logros
- Copa del Emir de Kuwait (2): 1988/89, 1993/94